# Jemima Kirke
Jemima Kirke (nacida el 26 de abril de 1985 en Londres) es una artista y actriz conocida por su interpretación de Jessa Johansson en la serie de HBO Girls. El primer largometraje en el que apareció fue Tiny Furniture, en 2010.

## Biografía
Nacida en Londres de padres ingleses, Kirke creció en Nueva York. Es hija de Simon Kirke, batería de los grupos de rock Bad Company y Free. Su madre Lorraine es la dueña de Geminola, una boutique vintage neoyorkina que proveía atuendos para la serie de televisión Sexo en Nueva York. 
Su padre es de ascendencia inglesa y escocesa y su madre es judía. Kirke tiene dos hermanas, Lola, también actriz, y Domino Kirke. Es prima de la modelo Alice Dellal.

## Trayectoria profesional

### Artista
Kirke se graduó en arte y es licenciada en Bellas Artes por la Escuela de Diseño de Rhode Island. A finales de 2011, presentó una exhibición titulada «A Brief History» a través de Skylight Projects.

### Actriz
Kirke se considera artista antes que actriz, y empezó a actuar debido a favores que le hizo a varios de sus amigos. Lena Dunham le pidió, al igual que a otros amigos, que participase en su largometraje Tiny Furniture ya que no había dinero para pagar a actores profesionales. A pesar de que el film acabó resultando rentable, Kirke no recibió dinero por su aparición. Esta fue su primera aparición en pantalla, aunque en 2005 prestó su voz para el cortometraje Smile for the Camera.
En 2011, Kirke apareció en el videoclip «Wring It Out» del grupo Rival Schools.
Desde 2012, Kirke interpreta a Jessa Johansson en la serie de HBO Girls, papel que se ha convertido en su trabajo más conocido.
Tuvo una aparición en 2017 en el videoclip "Dusk till dawn" de Sia ft Zayn.
En 2021 interpretó a la estricta directora de Moordale en la serie "Sex Education".

## Vida personal
Kirke vive en Brooklyn y East Hampton con su marido, el abogado Michael Mosberg. Tienen dos hijas: Rafaella Israel (nacida en 2010) y Memphis Kirke (nacida en 2012).
Kirke es buena amiga de la actriz y directora Lena Dunham, a la que conoció mientras asistían a la Escuela Saint Ann de Nueva York.